# Norihiro Satsukawa
Norihiro Satsukawa (薩川 了洋, Satsukawa Norihiro) est un footballeur japonais né le 18 avril 1972.